# Padria
Padria (Pàdria in sardo) è un comune italiano di 574 abitanti della città metropolitana di Sassari, nella regione storica del Meilogu. Dista 50 km da Alghero e 60 km da Sassari.

## Geografia fisica

### Territorio

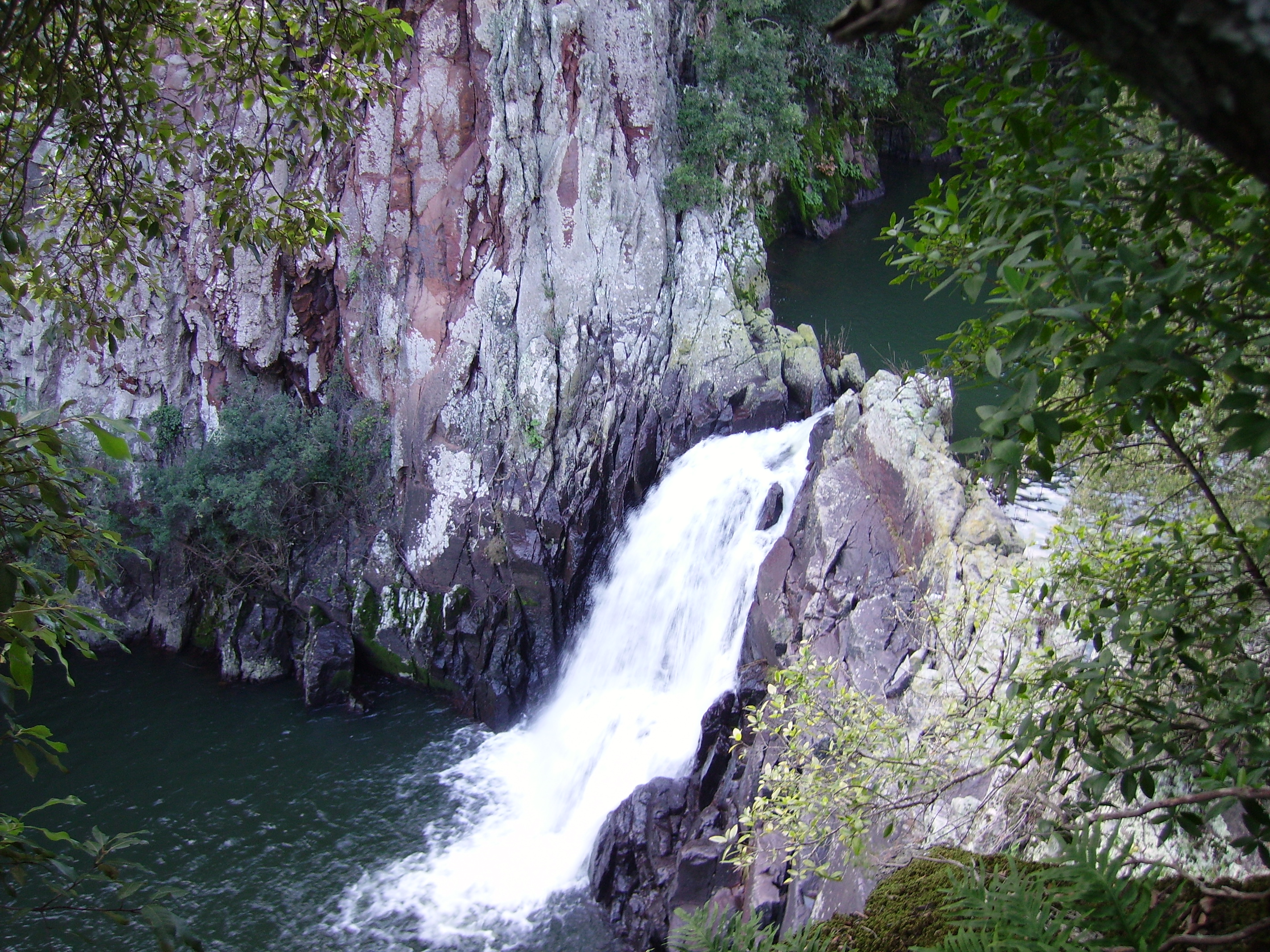
Cascate del fiume Su' Entale

Il paese di Padria, adagiato a ridosso di tre caratteristici colli (San Giuseppe, San Paolo, San Pietro), è posto all'estremità nord-ovest della Sardegna. Il suo territorio è ricompreso nella parte centrale dell'area geografica denominata Valle del Temo. Confina a nord con i territori dei comuni di Monteleone Rocca Doria, Romana e Cossoine; a est con il comune di Mara; a sud e sud-est con quello di Pozzomaggiore  e infine a ovest con i territori dei comuni di Bosa (OR) e Villanova Monteleone. Il territorio del comune di Padria ha una superficie di 48,03 km² e fa parte della sub-regione storica del Meilogu. È attraversato nell'agro dal fiume Temo, importante e principale corso d'acqua che nasce sul Monte Calarighe (Comune di Villanova Monteleone) e sfocia nella città di Bosa. Numerosi e importanti corsi d'acqua si immettono nel Temo; di particolare importanza è il fiume Su' Entale, che segna a ovest il confine con i Comuni di Bosa e di Montresta. Quest'ultimo prima di immettersi nel Temo, attraversa un caratteristico “canyon” abbastanza profondo, della lunghezza di due chilometri, dando vita a delle cascate.

## Storia

### La città antica di Gurulis Vetus

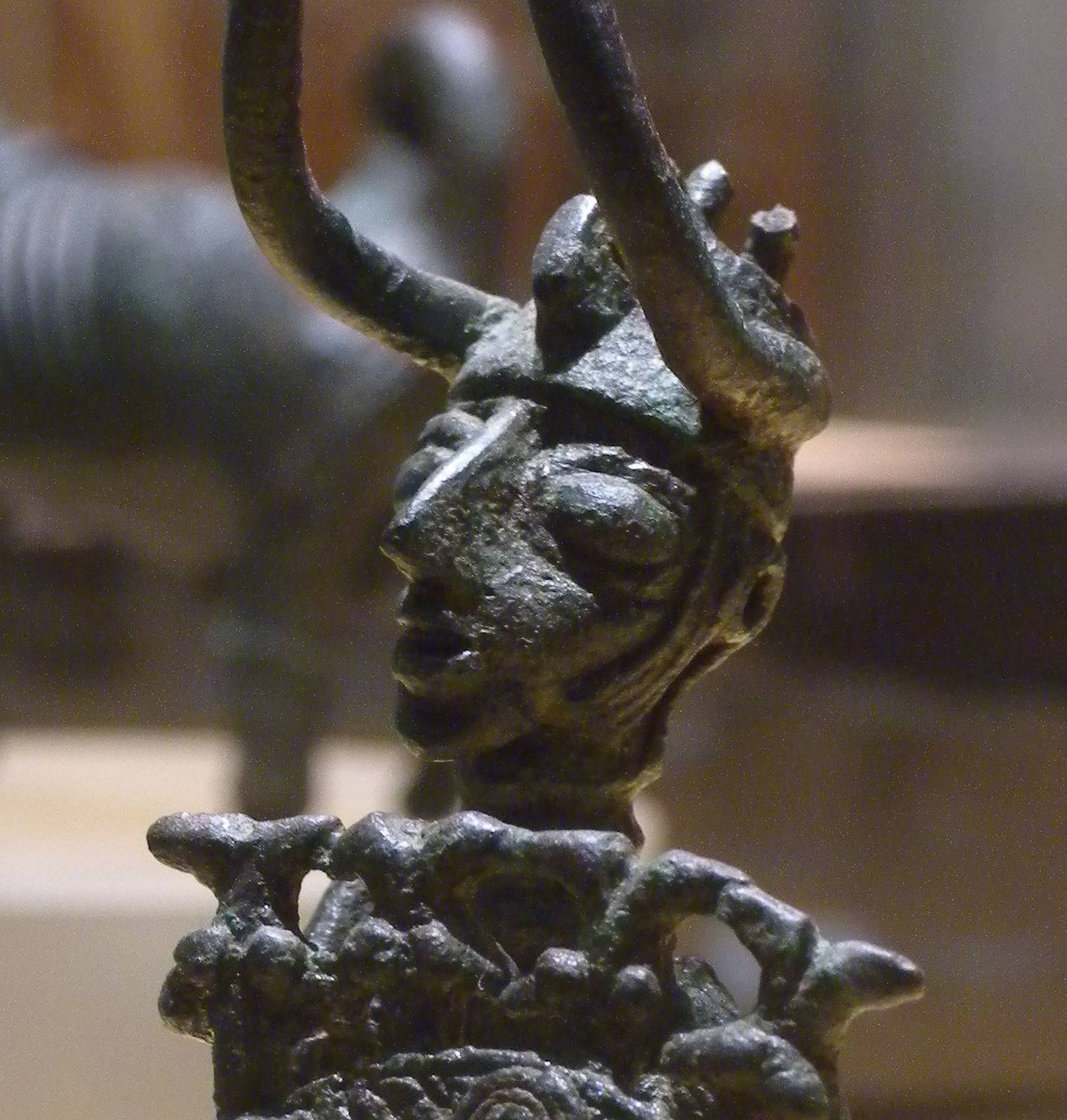
Bronzetto nuragico raffigurante un guerriero, da Padria.

L'area fu abitata già nel Neolitico ed in epoca nuragica, per la presenza sul territorio di alcune domus de janas, tombe dei giganti e numerosi nuraghi.
Il paese attuale sorge su un sito sul quale vi sono tracce di insediamenti umani dall'epoca punica ed è stato identificato con Gurulis Vetus, corrispondente alla "Gouroulis Palaia" citata dal geografo greco Tolomeo. 
Nel territorio di Padria ci sono i resti di tre ponti romani denominati Ponte Ettòri, Ponte Ulumu e Ponte Enas e non lontano da questo ponte si trova un'antica miniera d'argento, ormai dismessa sfruttata in epoca romana, denominata Salghertalzu.
Nell'antichità, secondo la leggenda, gli abitanti abbandonarono questo sito e fondarono Gurulis Nova, l'odierna Cuglieri alle pendici del Montiferru.

### La città medievale
La villa di Padria è documentata nel periodo giudicale e apparteneva al giudicato di Torres, inserita nella curatoria di Cabuabbas, prima con l'antico nome di Gurulis Vetus e poi con quello attuale. Il paese ebbe inizialmente grande importanza e fu il capoluogo della curatoria, ma poi andò decadendo e il capoluogo fu spostato a Monteleone.
Alla caduta del giudicato (1259) passò sotto la signoria dei Doria, e intorno al 1354 sotto il dominio aragonese, che successivamente incorporò il paese nella baronia di Bonvehì, concessa dal re d'Aragona Alfonso V il Magnanimo a Pietro Ferrer. Dai Ferrer la signoria passò successivamente agli Amat di San Filippo, ai quali il paese fu riscattato nel 1839 con la soppressione del sistema feudale.

### Simboli
Lo stemma e il gonfalone del comune di Padria sono stati concessi con decreto del presidente della Repubblica del 26 giugno 2008.
Il gonfalone è un drappo di bianco.

## Monumenti e luoghi d'interesse

### Architetture religiose
- Chiesa di Santa Giulia
- Chiesa Santa Maria degli Angeli
- Chiesa di Santa Croce
- Chiesa di San Giuseppe

### Architetture civili
- Il palazzo baronale della famiglia De Ferrera, una casaforte che ha dato il nome all'intero paese: su Palattu.

#### Ponti romani
- Ponte Ettòri
- Ponte Ulumu
- Ponte Enas

### Architetture militari
- Il castello di Palattu

### Siti archeologici

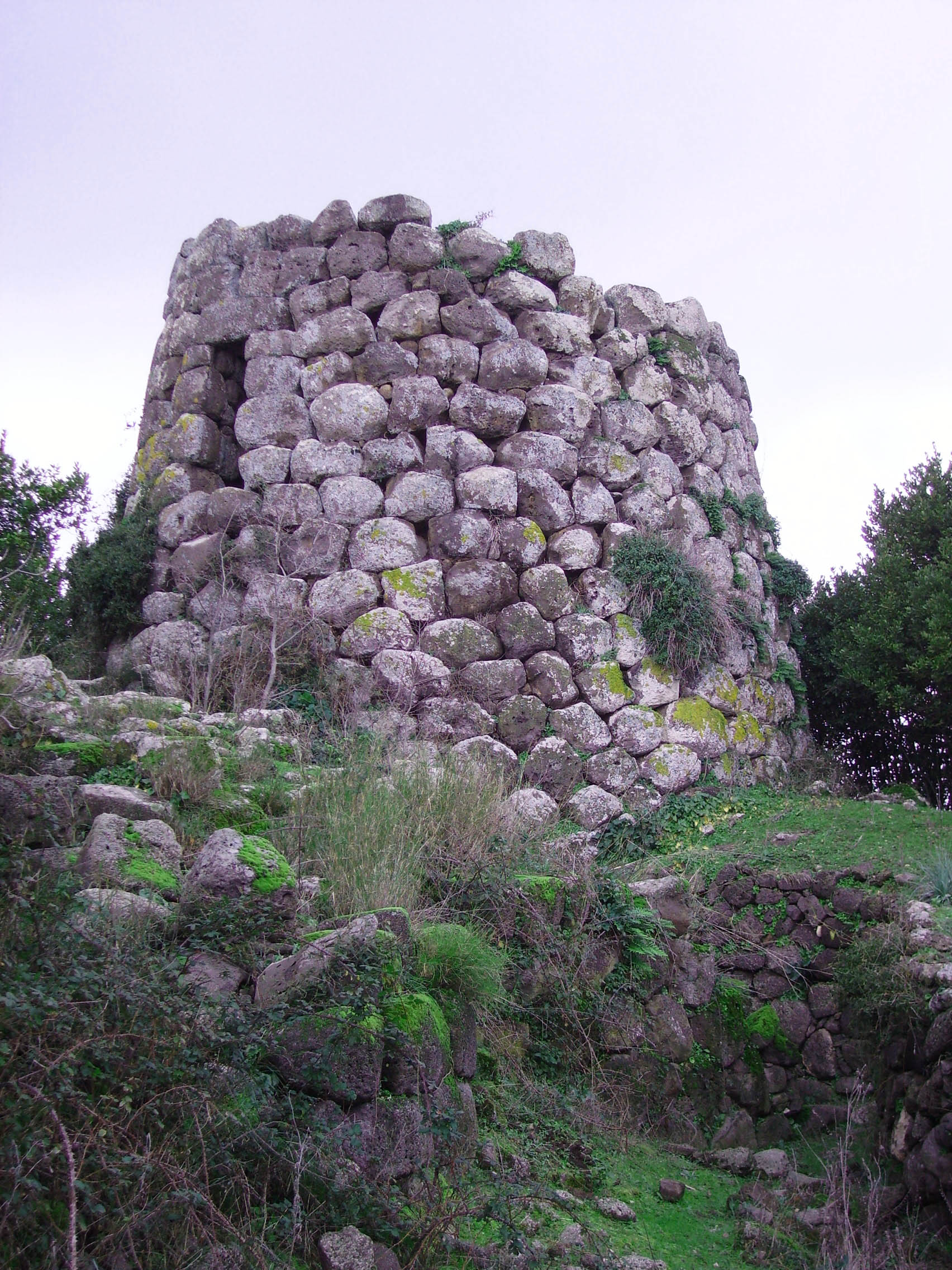
Nuraghe Longu

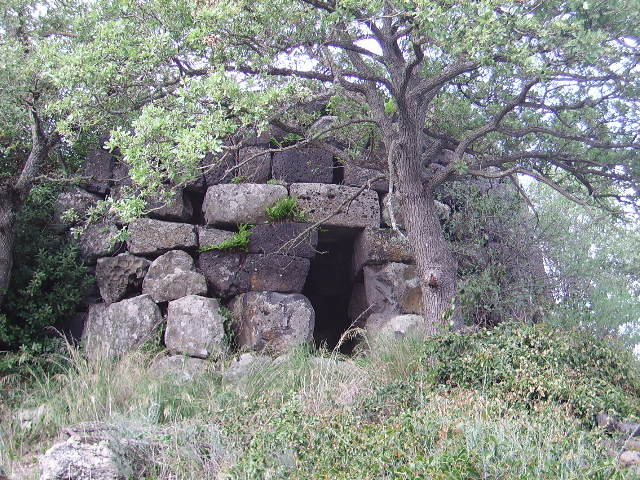
Nuraghe Binzas

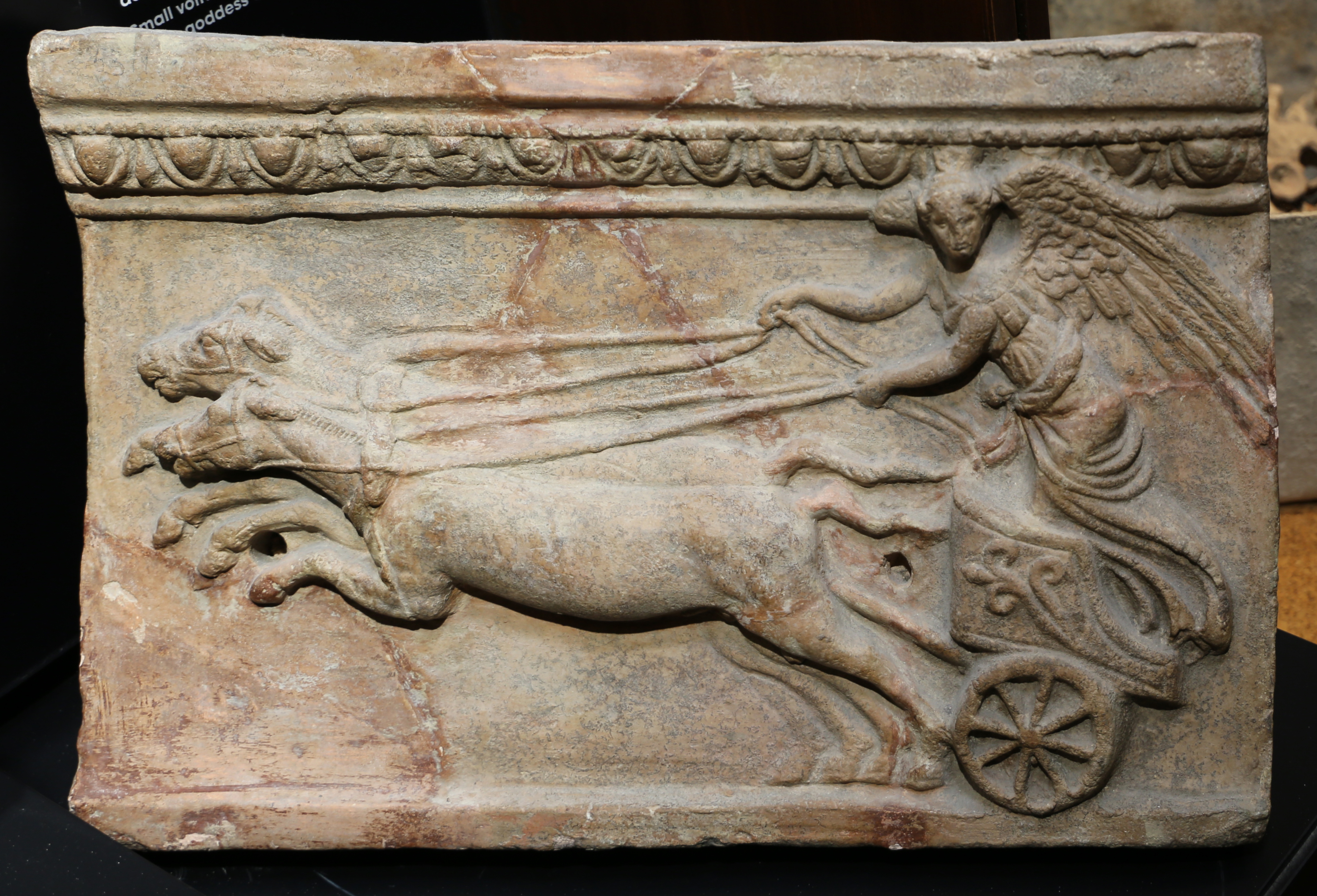
Età romana, lastra in terracotta con vittoria alata su biga

#### Domus de janas
- Sa Punta Ruggia

#### Nuraghi
Nel territorio di Padria sono presenti 39 nuraghi, come dichiarato dal sito ufficiale del Comune.
- Antoni Letze o Setze
- Badde Rupida
- Basciu
- Bidighinzos
- Binzas o Vigna
- Casiddu
- Cheas
- Chentu Majore o Coloras
- Coa de Pedru
- Comida 'e Muru
- Deghinadolzu
- Longu
- Mastru Gasparre o Badde Nare
- Mesu nuraghe 1
- Mesu nuraghe 2
- Monte Faias 1
- Monte Faias 2
- Monte su Furru
- Mugos Rujos
- Mundigu
- Mura Bianche
- Mura Mura Suiles 2
- Mura Upules o Santu Saturinu
- Narvonittu
- Nuragheddos
- Peddalzos
- Pedredu o sos Pedres
- Piliga
- S. Pedru 'e Concas
- S. Sebastiano
- Santu Pala o Mura Suiles 1
- Sas Paules
- Scala de Nughes
- Su Lizzu
- Su Padru
- Tattari Pizzinno o Scala 'e Carru
- Turriggia o Musidanu
- Vroma o Pelcias
- Zampis

## Società

### Evoluzione demografica
Abitanti censiti

### Etnie e minoranze straniere
Secondo i dati ISTAT al 31 dicembre 2009 la popolazione straniera residente era di 22 persone.
Le nazionalità maggiormente rappresentate in base alla loro percentuale sul totale della popolazione residente erano:
- Marocco 11 1,53%

### Lingua e dialetti
La variante del sardo parlata a Padria è quella logudorese settentrionale.

## Cultura

### Musei
- Museo Civico Archeologico: ha sede all'interno di un antico palazzo adibito in passato a monte granatico. Il museo ospita una collezione di reperti della cultura di Ozieri, punico romani e numerose terrecotte risalenti al III secolo a.C. - III secolo d.C.

### Feste e sagre
- Sant'Antonio Abate (17 gennaio)
- San Giuseppe  (19 marzo)
- Festa del Primo Maggio  (1º maggio)
- Santa Giulia  (22 maggio)
- Sant'Antonio da Padova  (2 ottobre)

### Turismo
Il turismo nel piccolo comune di Padria è presente a piccole dosi durante tutto l'arco dell'anno. Vari e numerosi sono i percorsi di trekking e mountain bike. Il panorama e gli scorci, caratteristici del luogo, richiamano una modesta folla di visitatori e curiosi. L'aria sana e pulita di tutto il territorio favorisce le passeggiate all'aria aperta. Durante il periodo primaverile ed estivo si intensificano le visite dei motociclisti, che si godono le curve della bellissima Strada Statale 292.

## Amministrazione
| Periodo          | Periodo          | Primo cittadino  | Partito                                     | Carica  | Note   |
| ---------------- | ---------------- | ---------------- | ------------------------------------------- | ------- | ------ |
| 21 novembre 1993 | 16 novembre 1997 | Antonietta Porcu | Mista di sinistra                           | Sindaco | [ 7 ]  |
| 16 novembre 1997 | 26 maggio 2002   | Antonietta Porcu | liste civiche di centro-sinistra            | Sindaco | [ 8 ]  |
| 26 maggio 2002   | 27 maggio 2007   | Paolo Cossu      | lista civica                                | Sindaco | [ 9 ]  |
| 27 maggio 2007   | 10 giugno 2012   | Antonio Sale     | lista civica                                | Sindaco | [ 10 ] |
| 10 giugno 2012   | 11 giugno 2017   | Antonio Sale     | lista civica "Per Padria"                   | Sindaco | [ 11 ] |
| 11 giugno 2017   | 13 giugno 2022   | Alessandro Mura  | lista civica "Con impegno, onestà e lealtà" | Sindaco | [ 12 ] |
| 13 giugno 2022   | in carica        | Alessandro Mura  | lista civica "Per Padria"                   | Sindaco | [ 13 ] |

## Sport
Nel paese era presente calcisticamente la Polisportiva Padria ora non più attiva, ora esiste L' A.s.d. Padria Calcio (2010) militante nel campionato regionale di Seconda Categoria.